# Pesquisas microscópicas sobre a conformidade na estrutura e crescimento de animais e plantas
Pesquisas microscópicas sobre a conformidade na estrutura e crescimento de animais e plantas é um famoso tratado de Theodor Schwann publicado em 1839 que formulou oficialmente a base da teoria celular. O título original era Mikroskopische Untersuchungen über die Uebereinstimmung in der Struktur und dem Wachsthum der Thiere und Pflanzen.  O livro foi chamado de "um marco notável na biologia do século XIX" por Karl Sudhoff e "um marco de época" por Francis Münzer.
O livro, publicado originalmente em alemão, foi traduzido para o inglês em 1847 por Henry Spencer Smith em uma edição que também continha o tratado Fitogênese, de Matthias Schleiden.
Além do trabalho teórico, que Schwann chamou de seção "filosófica" da anatomia geral, Schwann forneceu várias placas com desenhos de células e tecidos e discussões de observações de outros microscopistas.

## Teoria celular
Schwann dedicou um capítulo do tratado para formular explicitamente a teoria celular, afirmando que (“as partes elementares de todos os tecidos são formadas de células” e que “há um princípio universal de desenvolvimento para as partes elementares dos organismos... e este princípio está na formação das células” (tradução de Henry Smith, 1847). Seu livro tinha como objetivo provar, por meio de observações, que a teoria celular proposta para as plantas por Matthias Schleiden era igualmente válida para os animais. 